# Mijeloproliferativne novotvorine
Mijeloproliferativne novotvorine ili neoplazme (stariji naziv: mijeloproliferativne bolesti) je naziv za skupinu bolesti koje karakterizira povećano stvaranje krvnih stanica u koštanoj srži. 
Mijeloproliferativne novotvorine nastaju kao posljedica poremećaja u sazrijevanju stanica, zbog čega dolazi do proliferacije (umnožavanja) klona jedne od matičnih stanica hematopeze. 
Pojedine mijeloproliferativne novotvorine razlikuju se prema dominatnoj proliferaciji, pa tako u mijeloproliferativne novotvorine ubrajamo:
- kronična mijeloična leukemija
- policitemija rubra vera (policitemija vera) - prekomjereno stvaranje eritrocita
- idiopatska mijelofibroza - prekomjereno stvaranje vezivnog tkiva (fibroza) u koštanoj srži
- primarna hemoragijska trombocitemija (esencijalna trombocitemija) - prekomjereno stvaranje trombocita
- sindrom mijelodisplazije

Uz dominatnu proliferaciju u pojedinim bolestima mogu biti prisutne i proliferacije ostalih loza, pojedine bolesti mogu prelaziti jedna u drugu, a može doći i do transformacije bolesti u akutnu leukemiju. 
|  | Molimo pročitajte upozorenje o korištenju medicinskih informacija. Ne provodite liječenje bez savjetovanja s liječnikom! |